# Bernardo Tolomei (santo)
Bernardo Tolomei (Siena, 1272 – Siena, 20 agosto 1348) è stato un religioso italiano, fondatore della congregazione benedettina di santa Maria di Monte Oliveto (Monaci Olivetani), canonizzato il 26 aprile 2009 da papa Benedetto XVI.

## Biografia
Con il nome di battesimo di Giovanni, in età giovanile fece studi di giurisprudenza. In seguito si unì ai Disciplinati di Santa Maria, sodalizio di laici dediti alla preghiera e alla carità.
Nel 1313 decise di ritirarsi con tre amici (Francesco, del quale non si conosce il casato, Ambrogio Piccolomini e Patrizio Patrizi) in una sua proprietà nel Deserto di Accona per condurre una vita da eremita, vivendo in grotte naturali e costruendo una piccola chiesa.
Giovanni decise di cambiare il suo nome in Bernardo, in onore del grande abate cistercense Bernardo di Chiaravalle.
Continuò la sua vita solitaria fino al 1319, quando insieme a Patrizio Patrizi, Ambrogio Piccolomini e altri seguaci, per volere del vescovo di Arezzo Guido Tarlati di Pietramala, dette vita alla Congregazione Benedettina di Santa Maria di Monte Oliveto, indicando con la dedicazione alla Madonna la forte impronta mariana e con la specificazione "di Monte Oliveto" il richiamo al Monte degli Ulivi di Gerusalemme, luogo dell'agonia e della cattura di Gesù. Caratteristica di questa nuova famiglia, che andava a innestarsi nell'antico tronco benedettino, era ed è la forte comunione tra i monasteri, che con la Casa Madre formano un unico corpo.
Morì a Siena nel 1348 vittima della peste. Il suo corpo fu gettato in una fossa comune insieme a quelli degli altri monaci morti per la peste. I resti non sono mai stati ritrovati.

## Culto

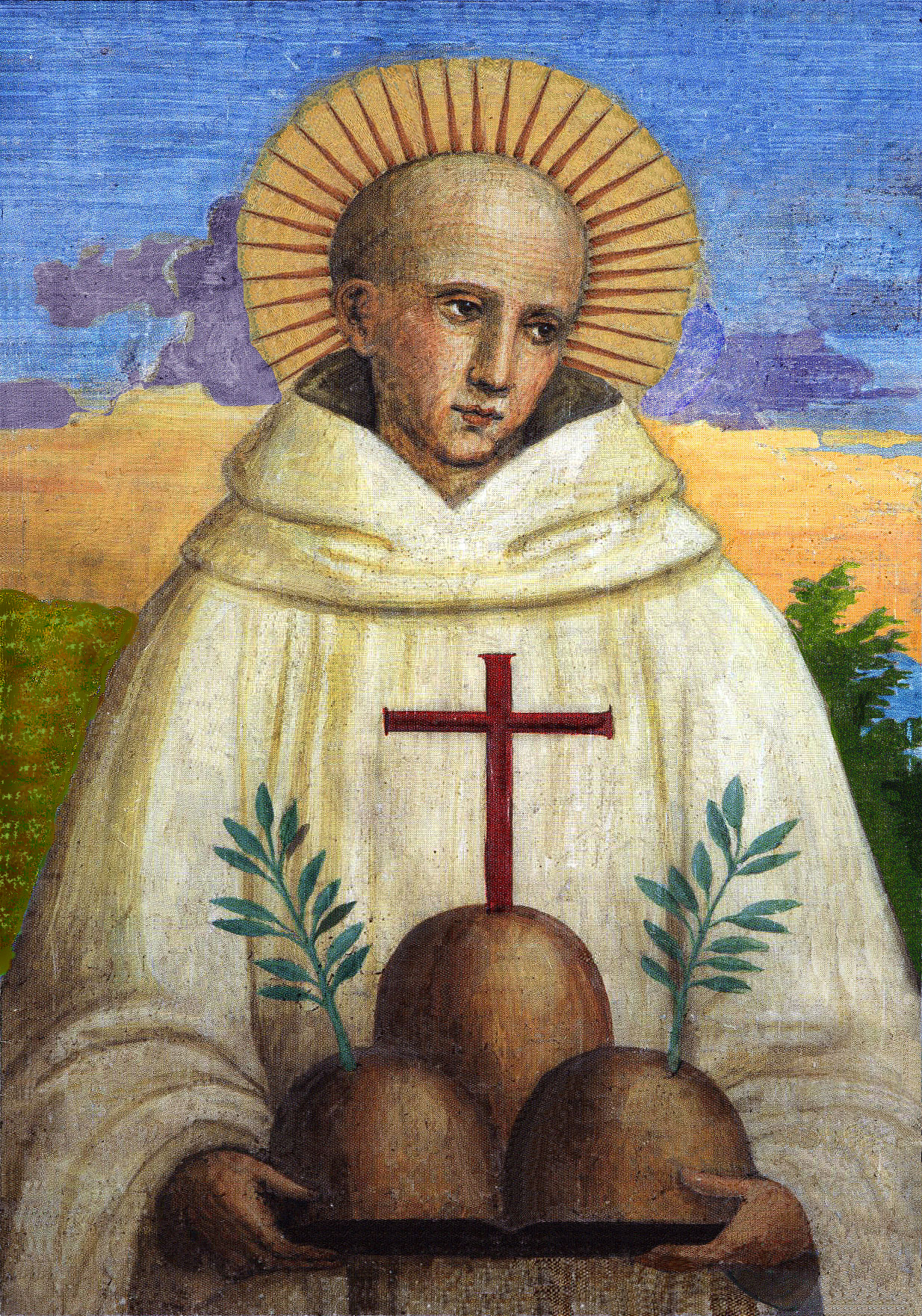
Ricostruzione virtuale dell'immagine di san Bernardo Tolomei. Affresco del coro dell'Abbazia di Monte Oliveto Maggiore: san Bernardo Tolomei tra Patrizio Patrizi e Ambrogio Piccolomini

La Congregazione Olivetana ha considerato Bernardo beato sin dalla sua morte; il suo culto comunque fu confermato nel 1644. Nel 1680 la commemorazione del 20 agosto (dies natalis) fu spostata al giorno successivo per la concomitanza della festa di san Bernardo di Chiaravalle.
La causa di canonizzazione è stata ripresa in esame dalla Congregazione dei Riti solo nell'ottobre 1968. L'incarico di postulatore è stato affidato dalla Congregazione Benedettina Olivetana al prof. dom Réginald Grégoire (morto il 26 febbraio 2012), monaco benedettino della Congregazione Silvestrina, autorità internazionale nel campo agiografico.
È stato elevato fra le schiere dei Santi da papa Benedetto XVI nel concistoro del 21 febbraio 2009; la liturgia di canonizzazione fu celebrata dal papa stesso, in Piazza San Pietro, il 26 aprile 2009.
Oggi il suo culto è stato fissato dal Martyrologium Romanum al 20 agosto, mentre la Congregazione Benedettina Olivetana di Monte Oliveto Maggiore, come anche il proprio liturgico dell'Arcidiocesi di Siena, festeggia il Santo il 19 agosto.
Dal Martirologio Romano: "A Siena, transito del beato Bernardo Tolomei, abate, che, fondatore della Congregazione Olivetana sotto la regola di san Benedetto, si applicò con premura all'osservanza della disciplina monastica e, durante una epidemia di peste diffusasi in tutta l'Italia, morì presso i monaci di Siena che ne erano stati colpiti."

## Opere d'arte
Nella sacrestia della Basilica di Santa Francesca Romana è conservato il dipinto Trinità con il beato Bernardo Tolomei (1665-70) di Giacinto Brandi